# Clint Eastwood
Clint Eastwood (San Francisco, Califòrnia, 31 de maig de 1930) és un actor, director i productor de cinema estatunidenc, conegut primerament pels seus papers en nombrosos westerns, i posteriorment valorat pels darrers films que ha dirigit.

## Trajectòria professional

### Spaghetti Westerni Sergio Leone
Després d'algunes feines precàries, Clint Eastwood arriba a Hollywood a mitjans dels anys 50, començant a aparèixer a petits papers de films d'Universal Pictures.
El 1964 rodà un western a Espanya sota la direcció de Sergio Leone: Per un grapat de dòlars. L'èxit obtingut fa que repeteixi amb dos films més: La mort tenia un preu (1965) i El bo, el lleig i el dolent (1966). Aquesta trilogia és popularment coneguda com a spaghetti western, films amb característiques ben definides com ara diàlegs estranys, acció lenta, sublimació de la violència i estètica grollera. Tot remarcat per la música d'Ennio Morricone. L'èxit obtingut li permet tornar a Hollywood a la fi dels 60.

### Harry el Brut i Don Siegel
Amb Harry el Brut (1968), Eastwood comença una fructífera col·laboració amb el director Don Siegel. Fa 5 films, entre els quals cal destacar La jungla humana (1968) i Fugida d'Alcatraz (1979), però tota la fama l'obté amb el personatge de Harry Callahan, un inspector de policia de mètodes brutals a qui sembla no importar gaire els drets civils. Eastwood protagonitza el personatges de Callahan en cinc ocasions, amb diferents directors, fins i tot es dirigeix ell mateix a Impacte sobtat (1983).

### Director i productor: el començament
Alhora que feia d'actor, Eastwood començà a fer de director i productor. A final dels 60 crea la seva pròpia productora, Malpaso Productions, estrenant-se amb un altre èxit: Pengem-los ben amunt (1968).
Com a director, Eastwood va aprendre molt dels directors que més l'havien influït: Siegel i Leone. Debuta dirigint Calfred a la nit l'any 1971. A Ruta suïcida coneix l'actriu Sondra Locke, amb qui comença una relació, i coincidirà amb ella a alguns films.

### La transició
Eastwood, cada cop menys jove, comença a cansar-se de repetir el clixé d'home violent i inexpressiu que l'havia dut a l'èxit. A final dels 70 i començament dels 80 comença a obrir-se a nous camins, alguns cops de manera erràtica. Amb Bronco Billy (1980) entra al món de la comèdia, que repeteix amb la desafortunada El sergent de ferro (1986). Igualment, Firefox, l'arma definitiva (1982) és un exemple d'aquesta desorientació i manca de qualitat. El més sorprenent és que al mateix temps fa obres d'una qualitat notable que prefiguren allò que Eastwood esdevindrà només uns anys més tard: un dels directors més reconeguts i amb més capacitat creativa de Hollywood. Aquest salt de qualitat s'inicia el 1982 amb L'aventurer de mitjanit, però sobretot amb El genet pàl·lid (1985), un western on hi apareixen moltes de les característiques que més tard el consagrarien a Sense perdó (1992).

### Clint Eastwood esdevé un clàssic
L'any 1992 Sense perdó guanya l'Oscar a la millor pel·lícula i a la millor direcció. Es tracta d'un western crepuscular on Eastwood fa una reflexió sobre el pas dels anys, creant un paral·lelisme entre un gènere - el western- que fins llavors es considerava decrèpit i la seva pròpia vellesa. Sense perdó és un prodigi de tècnica narrativa amarat d'un innegable classicisme, que situa Eastwood a la mateixa alçada que John Ford o Anthony Mann. A partir d'aquí Eastwood combina obres mestres amb films de caràcter més comercial. Entre les primeres, les inusuals, per sensibles, Els ponts de Madison (1995) i Mitjanit al jardí del bé i del mal (1997).
Amb Space Cowboys (2000), Mystic River (2003) i Million Dolar Baby (2004), amb la qual torna a guanyar l'Oscar al millor director i al millor film, Eastwood se supera a ell mateix i deixa un llegat amplíssim.
L'any 2006, va estrenar dues pel·lícules molt aplaudides per la crítica: Banderes dels nostres pares i Cartes des d'Iwo Jima, que narren la batalla d'Iwo Jima a l'oceà Pacífic durant la Segona Guerra Mundial. La primera ofereix la versió nord-americana i la segona la japonesa.
El 2009 Eastwood estrena fent de director, productor i intèrpret a Gran Torino, un film en què es reflexiona sobre la vida i la mort, amb dosis de crítica social, humor, i dramatisme. Gran Torino és una mostra de maduresa de l'actor que demostra que el seu cinema és a un procés de constant evolució.
Ha estat casat amb Maggie Johnson i ha tingut mantingut relacions sentimentals amb actrius com Sondra Locke i Frances Fisher amb les quals ha rodat, entre d'altres Bronco Billy i Sense perdó, respectivament. Actualment està casat amb l'actriu Dina Ruiz, la reportera del film Deute de sang.

## Filmografia[5]
| Any  | Pel·lícula                              | Com      | Com       | Com        | Com   | Personatge                     |
| Any  | Pel·lícula                              | Director | Productor | Compositor | Actor | Personatge                     |
| ---- | --------------------------------------- | -------- | --------- | ---------- | ----- | ------------------------------ |
| 1955 | Revenge of the Creature                 |          |           |            | Sí    | Lab Technician                 |
| 1955 | Francis a la marina                     |          |           |            | Sí    | Jonesy                         |
| 1955 | Lady Godiva of Coventry                 |          |           |            | Sí    | First Saxon                    |
| 1955 | Taràntula                               |          |           |            | Sí    | Jet Squadron Leader            |
| 1956 | Never Say Goodbye                       |          |           |            | Sí    | Will                           |
| 1956 | Star in the Dust                        |          |           |            | Sí    | Tom                            |
| 1956 | Xafarranxo de combat                    |          |           |            | Sí    | Marine                         |
| 1956 | The First Traveling Saleslady           |          |           |            | Sí    | Roughrider                     |
| 1957 | Escapade in Japan                       |          |           |            | Sí    | Dumbo Pilot                    |
| 1958 | Lafayette Escadrille                    |          |           |            | Sí    | George Moseley                 |
| 1958 | Ambush at Cimarron Pass                 |          |           |            | Sí    | Keith Williams                 |
| 1964 | Per un grapat de dòlars                 |          |           |            | Sí    | Joe (home sense nom)           |
| 1965 | Per qualche dollaro in più              |          |           |            | Sí    | Manco (home sense nom)         |
| 1966 | El bo, el lleig i el dolent             |          |           |            | Sí    | Blondie (home sense nom)       |
| 1967 | Les bruixes                             |          |           |            | Sí    | Charlie                        |
| 1968 | Pengem-los ben amunt                    |          |           |            | Sí    | Jed Cooper                     |
| 1968 | Coogan's Bluff                          |          |           |            | Sí    | Walt Coogan                    |
| 1968 | El desafiament de les àguiles           |          |           |            | Sí    | Tinent Schaffer                |
| 1969 | Paint Your Wagon                        |          |           | Sí         | Sí    | Pardner                        |
| 1970 | Two Mules for Sister Sara               |          |           |            | Sí    | Hogan                          |
| 1970 | Els herois de Kelly                     |          |           |            | Sí    | Soldat ras Kelly               |
| 1971 | El seductor                             |          |           |            | Sí    | John McBurney                  |
| 1971 | Play Misty for Me                       | Sí       |           |            | Sí    | David Garver                   |
| 1971 | Harry el Brut                           |          |           |            | Sí    | Harry Callahan                 |
| 1972 | Joe Kidd                                |          |           |            | Sí    | Joe Kidd                       |
| 1973 | High Plains Drifter                     | Sí       |           |            | Sí    | The Stranger                   |
| 1973 | Breezy                                  | Sí       |           |            | Sí    | Man in Crowd on Pier           |
| 1973 | Magnum Force                            |          |           |            | Sí    | Harry Callahan                 |
| 1974 | Un botí de 500.000 dòlars               |          |           |            | Sí    | John 'Thunderbolt' Doherty     |
| 1975 | Llicència per matar                     | Sí       |           |            | Sí    | Jonathan Hemlock               |
| 1976 | El bandoler Josey Wales                 | Sí       |           |            | Sí    | Josey Wales                    |
| 1976 | Harry l'Executor                        |          |           |            | Sí    | Harry Callahan                 |
| 1977 | Ruta suïcida                            | Sí       |           | Sí         |       | Ben Shockley                   |
| 1978 | Dur de pelar                            |          | Sí        |            |       | Philo Beddoe                   |
| 1979 | Escape from Alcatraz                    |          |           |            | Sí    | Frank Morris                   |
| 1980 | Bronco Billy                            | Sí       |           | Sí         | Sí    | Bronco Billy McCoy             |
| 1980 | Any Which Way You Can                   |          |           | Sí         | Sí    | Philo Beddoe                   |
| 1982 | Firefox                                 | Sí       | Sí        |            | Sí    | Mitchell Gant                  |
| 1982 | L'aventurer de mitjanit                 | Sí       | Sí        | Sí         | Sí    | Red Stovall                    |
| 1983 | Impacte sobtat                          | Sí       | Sí        |            | Sí    | Harry Callahan                 |
| 1984 | A la corda fluixa                       |          | Sí        |            | Sí    | Wes Block                      |
| 1984 | City Heat                               |          |           | Sí         | Sí    | Tinent Speer                   |
| 1985 | El genet pàl·lid                        | Sí       | Sí        |            | Sí    | Preacher                       |
| 1986 | El sergent de ferro                     | Sí       | Sí        | Sí         | Sí    | Sergent Thomas 'Gunny' Highway |
| 1988 | La llista negra                         |          |           |            | Sí    | Harry Callahan                 |
| 1988 | Bird                                    | Sí       | Sí        |            |       |                                |
| 1989 | Thelonious Monk: Straight, No Chaser    |          | Sí        |            |       |                                |
| 1989 | El cadillac rosa                        |          |           |            | Sí    | Tommy Nowak                    |
| 1990 | Caçador blanc, cor negre                | Sí       | Sí        |            | Sí    | John Wilson                    |
| 1990 | El principiant                          | Sí       |           |            | Sí    | Nick Pulovski                  |
| 1992 | Sense perdó                             | Sí       | Sí        |            | Sí    | William 'Will' Munny           |
| 1993 | En la línia de foc                      |          |           |            | Sí    | Agent Frank Horrigan           |
| 1993 | Un món perfecte                         | Sí       |           | Sí         | Sí    | Ranger de Texas Red Garnett    |
| 1995 | Els ponts de Madison                    | Sí       | Sí        | Sí         | Sí    | Robert Kincaid                 |
| 1995 | The Stars Fell on Henrietta             |          | Sí        |            |       |                                |
| 1995 | Casper                                  |          |           |            | Sí    | Ell mateix                     |
| 1997 | Poder absolut                           | Sí       | Sí        | Sí         | Sí    | Luther Whitney                 |
| 1997 | Midnight in the Garden of Good and Evil | Sí       | Sí        |            |       |                                |
| 1999 | Execució imminent                       | Sí       | Sí        | Sí         | Sí    | Steve Everett                  |
| 2000 | Space Cowboys                           | Sí       | Sí        |            | Sí    | Frank Corvin                   |
| 2002 | Deute de sang                           | Sí       | Sí        |            | Sí    | Terry McCaleb                  |
| 2003 | Mystic River                            | Sí       | Sí        | Sí         |       |                                |
| 2004 | Million Dollar Baby                     | Sí       | Sí        | Sí         | Sí    | Frankie Dunn                   |
| 2006 | Banderes dels nostres pares             | Sí       | Sí        | Sí         |       |                                |
| 2006 | Cartes des d'Iwo Jima                   | Sí       | Sí        |            |       |                                |
| 2007 | La vida sense la Grace                  |          |           | Sí         |       |                                |
| 2008 | L'intercanvi                            | Sí       | Sí        | Sí         |       |                                |
| 2008 | Gran Torino                             | Sí       | Sí        | Sí         | Sí    | Walt Kowalski                  |
| 2009 | Invictus                                | Sí       | Sí        |            |       |                                |
| 2010 | Més enllà de la vida                    | Sí       | Sí        | Sí         |       |                                |
| 2010 | Dave Brubeck: In His Own Sweet Way      |          | Sí        |            |       |                                |
| 2011 | J. Edgar                                | Sí       | Sí        | Sí         |       |                                |
| 2011 | Kurosawa's Way                          |          |           |            | Sí    | Ell mateix                     |
| 2012 | Cop d'efecte                            |          | Sí        |            | Sí    | Gus Lobel                      |
| 2014 | Jersey Boys                             | Sí       | Sí        |            | Sí    | Rowdy Yates                    |
| 2014 | El franctirador                         | Sí       | Sí        |            |       |                                |
| 2016 | Sully                                   | Sí       | Sí        |            |       |                                |
| 2017 | Indian Horse                            |          | Sí        |            |       |                                |
| 2018 | The 15:17 to Paris                      | Sí       | Sí        |            |       |                                |
| 2018 | The Mule                                | Sí       | Sí        |            | Sí    | Earl Stone                     |
| 2019 | Richard Jewell                          | Sí       | Sí        |            |       |                                |
| 2021 | Cry Macho                               | Sí       | Sí        |            | Sí    | Mike Milo                      |
| 2024 | Juror #2                                | Sí       | Sí        |            |       |                                |

## Premis i nominacions

### Premis
- 1988: Cecil B. DeMille Award
- 1989: Globus d'Or al millor director per Bird
- 1993: Oscar a la millor pel·lícula per Sense perdó
- 1993: Oscar al millor director per Sense perdó
- 1993: Globus d'Or al millor director per Sense perdó
- 1995: Irving G. Thalberg Memorial Award
- 1998: César d'honor
- 2000: Lleó d'Or per la carrera
- 2004: César a la millor pel·lícula estrangera per Mystic River
- 2005: Oscar a la millor pel·lícula per Million Dollar Baby
- 2005: Oscar al millor director per Million Dollar Baby
- 2005: Globus d'Or al millor director per Million Dollar Baby
- 2006: César a la millor pel·lícula estrangera per Million Dollar Baby
- 2010: César a la millor pel·lícula estrangera per Gran Torino

### Nominacions
- 1985: Palma d'Or per El genet pàl·lid
- 1988: Palma d'Or per Bird
- 1989: César a la millor pel·lícula estrangera per Bird
- 1990: Palma d'Or per Caçador blanc, cor negre
- 1993: Oscar al millor actor per Sense perdó
- 1993: BAFTA a la millor pel·lícula per Sense perdó
- 1993: BAFTA al millor director per Sense perdó
- 1996: César a la millor pel·lícula estrangera per Els ponts de Madison
- 2003: Palma d'Or per Mystic River
- 2004: Oscar a la millor pel·lícula per Mystic River
- 2004: Oscar al millor director per Mystic River
- 2004: Globus d'Or al millor director per Mystic River
- 2005: Oscar al millor actor per Million Dollar Baby
- 2005: Globus d'Or a la millor banda sonora original per Million Dollar Baby
- 2006: Grammy al millor àlbum de banda sonora per pel·lícula, televisió o altre mitjà visual per Million Dollar Baby
- 2007: Oscar a la millor pel·lícula per Cartes des d'Iwo Jima
- 2007: Oscar al millor director per Cartes des d'Iwo Jima
- 2007: Globus d'Or al millor director per Cartes des d'Iwo Jima
- 2007: Globus d'Or al millor director per Banderes dels nostres pares
- 2008: Palma d'Or per L'intercanvi
- 2008: Globus d'Or a la millor banda sonora original per La vida sense la Grace
- 2008: Globus d'Or a la millor cançó original per La vida sense la Grace amb «Grace Is Gone»
- 2009: Globus d'Or a la millor banda sonora original per L'intercanvi
- 2009: Globus d'Or a la millor cançó original per Gran Torino amb "Gran Torino"
- 2009: BAFTA al millor director per L'intercanvi
- 2010: Globus d'Or al millor director per Invictus
- 2010: Primetime Emmy al millor especial de no ficció per Johnny Mercer: The Dream's on Me
- 2011: César a la millor pel·lícula estrangera per Invictus